# دونكان ماكميلان (سياسي)
دونكان ماكميلان هو قاضي وسياسي كندي، ولد في 11 فبراير 1837، وتوفي في 21 أبريل 1903. نشط حزبياً في حزب كندا المحافظ. وقد انتخب عضو مجلس العموم الكندي.